# Milan Jarý
Milan Jarý (* 30. dubna 1952 Rokytnice nad Jizerou) je bývalý český lyžař, běžec na lyžích. Závodil za Duklu Liberec.

## Lyžařská kariéra
Na XII. ZOH v Innsbrucku 1976 skončil v běhu na lyžích na 15 km na 39. místě, na 30 km na 26. místě, na 50 km na 14. místě a ve štafetě na 4x10 km na 10. místě. Na Mistrovství světa v klasickém lyžování 1974 ve Falunu skončil v běhu na 15 km na 38. místě. Na Mistrovství světa v klasickém lyžování 1978 v Lahti skončil v běhu na 30 km na 55. místě a ve štafetě na 4x10 km na 7. místě.